# Zdeněk Hrsina
Zdeněk Hrsina (* 24. května 1961) je bývalý český fotbalový brankář.

## Fotbalová kariéra
V československé lize hrál za TJ Bohemians ČKD Praha. Nastoupil ve 3 ligových utkáních. Během vojenské služby hrál ve druhé nejvyšší soutěži za VTJ Tábor.

## Ligová bilance
| Ročník                                   | Zápasy | Góly | Minuty | Klub                   |
| ---------------------------------------- | ------ | ---- | ------ | ---------------------- |
| 1. československá fotbalová liga 1979/80 | 3      | 0    | 191    | TJ Bohemians ČKD Praha |
| Česká národní fotbalová liga 1984/85     | 2      | 0    | -      | VTJ Tábor              |
| Celkem 1. liga                           | 3      | 0    | 191    |                        |